# Hylozoïsme
L'hylozoïsme est une doctrine philosophique qui soutient que la matière serait douée de vie par elle-même, sans qu'interviennent des principes extrinsèques tels, par exemple, qu'une animation divine (animisme). Les choses, la matière, la nature auraient une vie propre, seraient vivantes. Dans sa version stoïcienne, l'hylozoïsme défend l'idée que le monde est un être vivant pénétré par une « Âme du monde » de nature matérielle. Kant, de son côté, définit l'hylozoïsme comme la doctrine qui « fonde les fins dans la nature sur l'analogie d'une faculté agissant suivant une intention, sur la vie de la matière ».
L'hylozoïsme affirme ainsi que tout est vivant, bien en deçà donc du règne animal et végétal. Le panpsychisme affirme de façon encore plus radicale que tout serait doué d'esprit. En ce sens, l'hylozoïsme peut être interprété comme une version « faible » ou modérée du panpsychisme.

## Concept
Le concept d'« hylozoïsme » a été forgé par le platonicien anglais Ralph Cudworth, dans Le véritable système intellectuel de l'univers (The true intellectual system of the universe, 1678). Il se compose de deux termes empruntés au grec ancien, ὕλη / hylé, « matière », et ζωή / zoè, « vie ». Cette notion est à rapprocher du panvitalisme, qui est la position selon laquelle tout ce qui existe dans le monde est vivant ou contient une forme de vie. Même si, par définition, l'hylozoïsme n'attribue la vie qu'à ce qui est de nature matérielle, le concept d'« hylozoïsme » coïncide de fait avec celui de « panvitalisme » dès lors qu'il est formulé dans un contexte philosophique moniste où seul ce qui est matériel peut être considéré comme réel (matérialisme).
Ernst Haeckel, biologiste et vulgarisateur de la théorie de l'évolution à la suite de Darwin, définit ainsi son hylozoïsme, en lien avec son monisme revendiqué :
« Des trois directions du monisme, la première (matérialisme) exagère l'importance de l'attribut matière et ramène tous les phénomènes de l'Univers à la mécanique des atomes, au mouvement des particules les plus petites. La seconde (spiritualisme) ne tient compte que de l'énergie, soit en ramenant tous les phénomènes à des manifestations d'énergie (énergétique), soit à des phénomènes psychiques (panpsychisme). Notre hylozoïsme évite ces deux extrêmes, en admettant l'identité de la psyché et de la physis, au sens de Spinoza et de Goethe ; et il détourne les difficultés de cette "doctrine d'identité" en dissociant l'attribut de la pensée (ou de l'énergie) en deux attributs coordonnés, la sensibilité (psychoma) et le mouvement (mécanique) ». (Italiques dans le texte.)

## Aperçu historique
La plupart des philosophes présocratiques sont hylozoïstes[réf. nécessaire]. À leur suite, les stoïciens ont théorisé l'hylozoïsme[réf. nécessaire]. Selon eux, la substance corporelle primitive possède en soi une force qui la meut et la fait vivre[réf. nécessaire].
L'hylozoïsme a connu un regain d'intérêt durant la Renaissance, chez Bernardino Telesio, Giordano Bruno, Tommaso Campanella. Ces auteurs estiment que la masse corporelle, qui est inerte en soi, reçoit la vie et le mouvement de deux principes, tous deux matériels : le chaud et le froid[réf. nécessaire]. Pour Giordano Bruno, tout dans la nature, et les astres en premier lieu, est vivant :
« La Terre et les astres (...), comme ils dispensent vie et nourriture aux choses en restituant toute la matière qu'ils empruntent, sont eux-mêmes doués de vie, dans une mesure bien plus grande encore ; et vivants, c'est de manière volontaire, ordonnée et naturelle, suivant un principe intrinsèque, qu'ils se meuvent vers les choses et les espaces qui leur conviennent. »
Hors Occident, le jaïnisme est un hylozoïsme. Cette religion de l'Inde, contemporaine du Bouddha, enseigne que toutes les choses, pierres comprises, sont vivantes. Chacune contient un principe vital (jîva)
). Cette théorie débouche sur une pratique. Certains ascètes jaïns portent un masque de coton pour ne pas avaler les animaux microscopiques.

## Critique de l'hylozoïsme par Kant
L'hylozoïsme est l'une des cibles du philosophe Kant, dans sa Dialectique de la Critique de la faculté de juger (1790).
Kant part en effet du paradoxe qui constitue le nœud de la Dialectique de la Critique de la faculté de juger téléologique, à savoir que :
1. il y a des objets dans la nature qui ne peuvent être pensés qu'en fonction d'une fin, à savoir les êtres organisés (êtres vivants) ;
2. une connaissance n'est possible que fondée sur le principe de causalité.

Ainsi, deux grands modèles théoriques sont possibles :
1. «l' idéalisme  de la finalité », pour lequel cette apparence de finalité est illusoire ;
2. le « réalisme de la finalité », qui affirme la réalité objective de la finalité.

L'hylozoïsme appartient au « réalisme de la finalité de la nature » (§ 72).
Plus précisément, il s'agit d'un réalisme « physique », par opposition au réalisme « hyperphysique » que constitue le théisme. Celui-ci suppose en effet l'existence et l'action d'un être divin extérieur à la nature, autrement dit transcendant, tandis que l'hylozoïsme affirme l’immanence du principe vital à la matière.
L'hylozoïsme, écrit Kant, « fonde les fins aperçues dans la nature sur l’analogon d'un pouvoir agissant intentionnellement, à savoir la vie de la matière (vie présente en elle ou introduite par un principe vivifiant externe, une âme du monde) » (§ 72). L'hylozoïsme réunit donc deux principes apparemment contradictoires :
1. l'existence d'une finalité dans la nature ;
2. l'explication physique.

Le problème de l'hylozoïsme est que, pour expliquer des phénomènes, il recourt à un principe obscur : il consiste à « doter la matière comme simple matière d'une propriété qui entre en contradiction avec son essence » (§ 65), dans la mesure où précisément la matière est ce qui n'est pas vivant, ce qui est inerte, définition que l'on retrouve par exemple dans le paragraphe 73 de la Critique de la faculté de juger. Il est donc tautologique, car il prétend expliquer les phénomènes à partir de ce qui est précisément à expliquer (quoique l'on ne puisse réduire la vie à une définition précise).
«La possibilité d'une matière vivante (dont le concept contient une contradiction, parce que l'absence de vie, inertia, constitue le caractère essentiel de la matière) n'est pas même pensable (...). Il faut donc introduire un cercle dans l'explication pour vouloir dériver la finalité de la nature dans les êtres organisés à partir de la vie de la matière, tandis que l'on ne connaît à son tour cette vie nulle part ailleurs que dans des êtres organisés et que, sans l'expérience de ceux-ci, on ne peut se faire nul concept de leur possibilité. L'hylozoïsme n'accomplit donc pas ce qu'il promet. » (§ 73)